# 豊田萌絵
豊田 萌絵（とよた もえ、1995年3月15日 - ）は、日本の女性声優。茨城県出身。スタイルキューブ所属。

## 来歴
声優を目指したのは、もともとマンガやアニメ、ゲームが好きな「ザ・オタク」であり、ステージでの歌唱やラジオ、舞台への出演などマルチに活動する声優の姿を見て「私のやりたいことが全部詰まっている！」と思ったことがきっかけ。その後、高校3年生の進路を考えるタイミングで、のちに所属することになるスタイルキューブのオーディションに応募した。
2012年、第1回スタイルキューブ声優オーディションを経て、研修生として同事務所に所属。同年9月、『この中に1人、妹がいる!』の生徒役で声優デビュー。
2013年4月、同じ研修生の伊藤美来とともに声優ユニット「StylipS」への加入が発表された。また、伊藤と同時に研修生から本所属に切り替わった。
2015年5月、伊藤美来とともに声優ユニット「Pyxis」を結成。
2017年7月26日、自身初となる写真集『moRe』を発売。
2021年11月3日、短編映画『初恋がのった電車』で実写映画初主演をすることが発表された。
2022年10月31日より、デビュー10周年を記念し、オリジナルミニアルバムを制作するクラウドファンディングの募集が開始された。募集開始日にして支援目標金額を達成した。
2023年12月18日、集英社のデジタルコンテンツから選出される「グラジャパ!アワード2023」で週プレプラス賞受賞。

## 人物
趣味はアイドルの応援、昭和歌謡曲鑑賞、HTML編集、ゲーム。特技はダンス、音楽ゲーム、トランペット、グラフィックデザイン。このほか、コロナ禍に伴う外出規制の中、家の中での娯楽として始めた競馬も趣味の一つとなっている。
所属ユニット「Pyxis」の初期の頃のライブでは衣装デザインを担当していた。
小学校では1年生から6年間吹奏楽部に所属し、現役時代はトランペットを担当していた。
好きな歌手に松田聖子を挙げている。
TBSラジオ『空気階段の踊り場』、霜降り明星のラジオ番組が好きだと語っている。
オーボエ奏者の荒木奏美は従姉妹にあたる。
兄がいる。

## 出演
太字はメインキャラクター。

### テレビアニメ
2012年
- この中に1人、妹がいる!（生徒）

2013年
- しろくまカフェ（ヤマアラシファンクラブ）
- 帰宅部活動記録（審判）
- 世界でいちばん強くなりたい!（EDダンサー）
- 境界の彼方（伊波桜）

2014年
- 最近、妹のようすがちょっとおかしいんだが。（メイちゃん、テニス部員B）
- 咲-Saki- 全国編（鹿倉胡桃）
- 人生相談テレビアニメーション「人生」（九条ふみ）
- 愛・天地無用!（生徒B）

2015年
- 響け!ユーフォニアム（2015年 - 2024年、川島緑輝） - 3シリーズ
- 学戦都市アスタリスク（2015年 - 2016年、樫丸ころな） - 2シリーズ

2016年
- パンでPeace!（深川ふゆみ）
- アイドルメモリーズ（林薇薇）

2017年
- アクションヒロイン チアフルーツ（桃井はつり）

2018年
- BanG Dream! ガルパ☆ピコ（2018年 - 2021年、松原花音） - 3シリーズ

2019年
- BanG Dream!（2019年 - 2022年、松原花音） - 2シリーズ + 1作品
- フライングベイビーズ（2019年 - 2020年、もえ）- 3シリーズ
- ノブナガ先生の幼な妻（熱田杏南）
- 魔王様、リトライ!（ハニトラ）
- アズールレーン（2019年 - 2020年、オブザーバー）

2020年
- シャドウバース（2020年 - 2021年、夜那月シオリ / 幼いシオリ）
- デュエルマスターズ キング（2020年 - 2021年、小林エマ、つぶやきブルーバード、ハッピーたん） - 2シリーズ
- キングスレイド 意志を継ぐものたち（ジェーン）

2021年
- 真の仲間じゃないと勇者のパーティーを追い出されたので、辺境でスローライフすることにしました（マヤ）

2022年
- BIRDIE WING -Golf Girls' Story-（迫井明美）
- てっぺんっ!!!!!!!!!!!!!!!（牛久みさお）
- BORUTO-ボルト- NARUTO NEXT GENERATIONS（ヒビキ）

2024年
- 声優ラジオのウラオモテ（渡辺千佳 / 夕暮夕陽）

### 劇場アニメ
- THE IDOLM@STER MOVIE 輝きの向こう側へ!（2014年） - モーションアクター
- 劇場版 境界の彼方 -I'LL BE HERE-（2015年、伊波桜[43]） - 2部作
- 劇場版 響け！ユーフォニアムシリーズ（2016年 - 2023年、川島緑輝[44]） - 5作品[一覧 7]
- BanG Dream! FILM LIVE（2019年 - 2021年、松原花音[48][49]） - 2作品[一覧 8]
- 劇場版 BanG Dream! ぽっぴん'どりーむ!（2022年、松原花音）
- 劇場版IDOL舞SHOW（2022年、星月小春[50]）

### OVA
- だから僕は、Hができない。（2013年、女子生徒） - コミックス第4巻BD付き特装版
- kiss×sis（2013年、風紀委員）
- 最近、妹のようすがちょっとおかしいんだが。（2014年、メイちゃん） - コミックス第7巻BD付き特装版
- 響け！ユーフォニアム「かけだすモナカ」（2015年、川島緑輝） - 第1期Blu-ray第7巻収録番外編

### Webアニメ
- きょうかいのかなた アイドル裁判!〜迷いながらも君を裁く民〜（2013年、伊波桜）
- 明治維新150年記念歴史アニメーション「徳川斉昭と弘道館物語〜学びが人を創り人が道をつくる〜」（2018年、千波葵[51]）
- ブルーアーカイブ 1.5周年記念ショートアニメーション（2022年、浦和ハナコ）
- チャンチホチャレンジチャンネル（2023年、ピチュー[52]、ムウマ[52]、ワンパチ、ロトム、ヌメラ）

### ゲーム
2013年
- サウザンドメモリーズ（黒衣の猫魔女アリア、断罪の聖射司ロッテ）
- チェインクロニクル（キキョウ）
- フェアリーフェンサー エフ（クララ）

2014年
- オメガクインテット（カナデコ）
- ガールフレンド（仮）（2014年 - 2022年、小泉由佳）
- ヒーローズプレイスメント（フェンリル＝ホワイト）

2015年
- 家電少女（リオナ、マホ、レイカ）
- 咲-Saki- 全国編（鹿倉胡桃）
- 白猫プロジェクト （ポン・ポコ・リーナ）
- スクールファンファーレ（照木美星）
- 刻のイシュタリア（氷麗の女王ヴァージナル、禁忌の自動人形ガラテア）
- フェアリーフェンサー エフ ADVENT DARK FORCE（クララ、モモエ）
- メザマシフェスティバル 〜夢喰いと目覚まし屋〜
- 嫁コレ（九条ふみ）

2016年
- グルーヴコースター3 リンクフィーバー（リンカ）
- 咲-Saki-全国編（鹿倉胡桃）
- ドラゴンジェネシス（メア）
- 幻獣契約クリプトラクト（マールテイト）
- 乖離性ミリオンアーサー（絢爛型コーネリア）

2017年
- バンドリ！ ガールズバンドパーティ！（2017年 - 2024年、松原花音、ニコリーナ）
- 無人戦争2099（万禮桜綺）
- ららマジ（亜里砂・エロイーズ・ボー＝ボガード）
- CARAVAN STORIES（ザラ）
- Shadowverse（2017年 - 2019年、リーフマン、肉球砲の撃ち手、ガジェットマーメイド、秀才の死神・ミーノ）

2018年
- キングスレイド（ジェーン、メイ）

2019年
- アークオブアルケミスト（サンドラ・ウェインライト）
- クイズRPG 魔法使いと黒猫のウィズ（アカリ・ヨトバリ)
- アズールレーン クロスウェーブ（オブザーバー）
- グルーヴコースター ワイワイパーティー!!!!（リンカ）
- ブラウンダスト（ドロレイン）

2020年
- ラストピリオド -終わりなき螺旋の物語-（ハスキール）
- 絵師神の絆（写楽保介）
- キングダムオブヒーロー（イレーネ）
- 阿卡迪亞（尼麗雅、賽維婭）
- シャドウバース チャンピオンズバトル（夜那月シオリ）
- 幻想牢獄のカレイドスコープ（湯浅水無）

2021年
- 逆転オセロニア（ウィブサニア）
- ブルーアーカイブ -Blue Archive-（2021年 - 2024年、浦和ハナコ）

2022年
- Relayer（ルナ）

2023年
- プリンセスコネクト！Re:Dive（2023年 - 2025年、リンド）
- Link!Like!ラブライブ!（2023年 - 2024年、村野つかさ）
- 六本木サディスティックナイト（栗原アズサ）
- マギアレコード 魔法少女まどか☆マギカ外伝（伊並満）

2024年
- アウタープレーン（タマモノマエ）
- アッシュエコーズ（華蓮）

2025年
- グルーヴコースター フューチャーパフォーマーズ（リンカ）

### ラジオ
※はインターネット配信。
- Lip Style!!（2013年 - 2015年、bayfm）隔週でアシスタント出演
- きらきラジオ（2013年 - 2014年[注 1]、Ustream※）
- お兄ちゃんサミット定例会（2014年 - 2016年、Ustream※）
- ツブ★ドル ユメカナラジオ!（2014年 - 2015年、超!A&G+※）[95]
- 響け!ユーフォラジオ（2015年、音泉※）[96]
- Pyxisの夜空の下de Meeting（2016年 - 2023年、超!A&G+※・ニコニコチャンネル※）[97]
- アイドルメモリーズ 私立華音学園放送部（2016年、音泉※）[98]
- 響け!ユーフォラジオ2（2016年 - 2017年、音泉※）
- 日野ミッドナイトグラフィティ 走れ!歌謡曲（2018年5月31日、文化放送）スペシャルパーソナリティ
- 豊田萌絵のアイドル畑でつかまえて（2017年 - 2021年、超!A&G+※）[99]
- IDOL舞SHOW〜天下旗争奪ラジオ〜（2019年 - 2020年、超!A&G+※）※週替わりパーソナリティ[100]
- あのね、うみね、おはなしするね。/あのね、うみね、ましろもね。（2019年 - 2021年9月18日、文化放送『A&Gリクエストアワー 阿澄佳奈のキミまち!』内）
- ヴァイナル・ミュージック〜歌謡曲2.0〜（2021年 - 2023年、文化放送）
- 伝説の作曲家 すぎやまこういち（2021年12月29日、文化放送）番組パーソナリティ
- 豊田萌絵 with もえころがし（2023年 - 2025年、超!A&G+※）[101]

### テレビ番組
※はインターネット配信。
- アニメマシテ（2015年、テレビ東京）MC
- Pyxisのキラキラ大作戦!（2016年 - 、ニコニコ生放送※）[102]
- 豊田萌絵のルームシェアしましょ♡（2017年 - 2021年、ニコニコ生放送※）[103]
- Break Out（2017年、テレビ朝日）ナレーション〈3代目〉[104]
- バンドリ！ ガールズバンドパーティ！@ハロハピCiRCLE放送局（2017年 - 、FRESH!※・ニコニコ生放送※・YouTube※）
- 豊田萌絵観察バラエティ もえしツアーズ（2021年 - 2025年、ニコニコ生放送※・YouTube※・OPENREC.tv※）[2]
- 川崎競馬スパーキングトークLIVE（2021年 - 、YouTube※）- 不定期出演（主に重賞開催日）
- TVアニメ『声優ラジオのウラオモテ』特別番組「声優ラジオのナカノヒト」（2024年、AT-X）
- 豊田萌絵 もえのひ（2025年 - 、ニコニコチャンネルプラス※）[105]

### 実写映画
- 初恋がのった電車 (2021年) 主演・実里 役[12]

### ドラマCD
- 境界の彼方 ドラマCD スラップスティック文芸部（2013年、伊波桜）
- 全力で片想い なみぞうあいらんど ドラマCDvol.3（2013年、江口佳奈）
- ツブ★ドル ドラマCD 〜紹介します？舞台裏！〜（2014年、作ノ口めぐみ[106]）
- 響け！ユーフォニアムシリーズ（2015年 - 2021年、川島緑輝） - 2作品[107][108]
- 剣士を目指して入学したのに魔法適性9999なんですけど!?（2017年、ローラ） - 第4巻ドラマCD付き限定特装版
- 声優がラーメンを食べてみた。（2018年）[109]
- トレインカルテット（2020年、久米川こねこ）[110]
- IDOL舞SHOW エピソードZERO（2020年、星月小春[111]）

### オーディオドラマ
- 『教え子に脅迫されるのは犯罪ですか?』×『変態王子と笑わない猫。』コラボオーディオドラマ（2019年、鶉野冬燕[112]）
- 六本木サディスティックナイト（2021年、栗原アズサ[113]）

### ラジオCD
- ラジオCD 境界の彼方 〜ふゆかいラジオ〜（2013年）ゲスト
- ラジオCD「響け!ユーフォラジオ」（2015年）

### オーディオブック
- 声優ラジオのウラオモテ（2021年、ナレーター[114]）

### PV・CM
- 『声優ラジオのウラオモテ』 PV（2020年、夕暮夕陽（渡辺千佳）[115]）
- 『再現使いは帰りたい』6巻 PV（2021年、ナレーション[116][117]）
- 『ディメンションウェーブ』3巻 PV（2021年、[118][119]
- こんなかわいい妻がなんで僕なんかと結婚してくれたの!? コミックス第1巻発売記念PV（2021年、槌岡憙乃[120]）
- 『生徒会にも穴はある!』PV（2023年）[121]
- サントリー -196 WebCM「本格レモンアニメ 変身」篇（2025年、フリーズレモン[122][123]）

### 朗読劇
- 演劇の毛利さん －The Entertainment Theater Vol.1 リーディングシアター「桜の森の満開の下」（2022年1月15日、サンシャイン劇場）[124]
- 朗読劇『声優ラジオのウラオモテ』（2022年4月24日） - 夕暮夕陽〈渡辺千佳〉[125]
- 朗読劇『吸血鬼ドラキュラ～Eternal Love～』（2022年8月19日） - ミナ[126]
- 朗読劇『ドリアン・グレイの肖像』
- 朗読劇『若きウェルテルの悩み』（2024年5月3日[127]）
- 朗読劇『ネコたん！〜猫町怪異奇譚〜』（2024年5月15日） - 財部梨杏[128]
- eeo Stage reading 朗読劇『はなしぐれ』（2025年） - 島崎美波[129]
- 朗読劇『モノクロの空に虹を架けよう』（2025年2月23日・27日、新宿シアタートップス）[130]
- 朗読劇『少年のアビス』presented by eeo Stage（2025年7月3日 - 6日、あうるすぽっと） - 秋山朔子

### その他コンテンツ
- 信濃グランセローズ（BCリーグ） BPフェアリーズプロジェクト（2016年、飯田カナ[131]）
- メディアミックスプロジェクト『温泉むすめ』（2018年、舘山寺萌湖[132]）
- あわしまマリンパーク公式キャラクター 淡島うみね[133]
- ローソン銀行 いらっしゃいま声優ATM（2023年[134]）

## ディスコグラフィ

### キャラクターソング
| 発売日   | 商品名 | 歌 | 楽曲                                                                                  | 備考                                                                            |
| 2014年   | 2014年 | 2014年 | 2014年                                                                                | 2014年                                                                          |
| -------- | --- | --- | ------------------------------------------------------------------------------------- | ------------------------------------------------------------------------------- |
| 1月8日   | 境界の彼方 オリジナルサウンドトラック                                                                      | 新堂愛と陪審員ダンサーズ | 「Judgmentじゃ！」                                                                    | Webアニメ『きょうかいのかなた アイドル裁判！ 〜迷いながらも君を裁く民〜』挿入歌 |
| 2月26日  | この手が奇跡を選んでる                                                                                     | 宮守女子高校 | 「この手が奇跡を選んでる」                                                            | テレビアニメ『咲-Saki- 全国編』エンディングテーマ                               |
| 9月3日   | 人生相談テレビアニメーション「人生」DVD & Blu-ray Vol.1 エンディングテーマCD                               | じんせーず | 「人生☆キミ色」                                                                       | テレビアニメ『人生相談テレビアニメーション「人生」』エンディングテーマ          |
| 10月22日 | 人生相談テレビアニメーション「人生」 BD・DVD第2巻特典CD                                                    | 九条ふみ（豊田萌絵） | 「F♡スクールデイズ」                                                                  | テレビアニメ『人生相談テレビアニメーション「人生」』関連曲                      |
| 10月22日 | PROMiSED ViSION/Good bye & Good luck                                                                       | *ω*Quintet | 「PROMiSED ViSION」 「Good bye & Good luck」                                          | ゲーム『オメガクインテット』主題歌                                              |
| 12月10日 | *ω*Quintet PV SONGS                                                                                        | *ω*Quintet | 「Inchoate voice」 「Eureka」 「MOVE*MENTER」 「まんまるまるい」 「Complex:CRESCENT」 | ゲーム『オメガクインテット』関連曲                                              |
| 12月10日 | *ω*Quintet PV SONGS                                                                                        | カナデコ（豊田萌絵） | 「MOVE*MENTER」                                                                       | ゲーム『オメガクインテット』関連曲                                              |
| 2015年   | | |                                                                                       |                                                                                 |
| 1月21日  | 人生相談テレビアニメーション「人生」 BD・DVD第5巻特典CD                                                    | じんせーず featuring 赤松勇樹（内匠靖明） | 「GO!GO! じんせーず」                                                                 | テレビアニメ『人生相談テレビアニメーション「人生」』関連曲                      |
| 4月15日  | ツブ★ドル ドラマCD 〜紹介します？舞台裏！〜 主題歌もできたし全国デビューしちゃうよ盤                       | ツブ★ドル | 「ツブ★ドル」                                                                         | OVA『ツブ★ドル』主題歌                                                          |
| 4月15日  | ツブ★ドル ドラマCD 〜紹介します？舞台裏！〜 とらのあな限定特典CD                                           | 弥栄はな（洲崎綾）、小田相かりん（大空直美）、光ヶ丘ゆい（佐倉綾音）、作ノ口めぐみ（豊田萌絵）、田名みずき（優木かな）、藤野ちえ（杉田菜摘） | 「ツブ★ドル」                                                                         | OVA『ツブ★ドル』関連曲                                                          |
| 5月13日  | トゥッティ！                                                                                               | 北宇治カルテット | 「トゥッティ！」                                                                      | テレビアニメ『響け!ユーフォニアム』エンディングテーマ                           |
| 5月13日  | トゥッティ！                                                                                               | 北宇治カルテット | 「ベルアップ！」                                                                      | テレビアニメ『響け！ユーフォニアム』関連曲                                      |
| 7月15日  | 響け！ユーフォニアムキャラクターソング Vol.3 川島緑輝                                                      | 川島緑輝（豊田萌絵） | 「流線コントラスト」 「I LOVE MUSIC」                                                 | テレビアニメ『響け！ユーフォニアム』関連曲                                      |
| 2016年   | | |                                                                                       |                                                                                 |
| 3月30日  | GROOVE COASTER ORIGINAL SOUNDTRACK BOOST                                                                   | リンカ（豊田萌絵） | 「LINK LINK FEVER!!!〜GROOVE COASTER Style〜」 「LINK LINK FEVER!!!〜FULL Style〜」   | ゲーム『グルーヴコースター3 リンクフィーバー』関連曲                            |
| 8月12日  | Shining Ray                                                                                                | フローラ・フローレ | 「Shining Ray」                                                                       | ゲーム『ガールフレンド（♪）』関連曲                                             |
| 8月12日  | Shining Ray                                                                                                | 小泉由佳（豊田萌絵） | 「Gimme Your Reply」                                                                  | ゲーム『ガールフレンド（♪）』関連曲                                             |
| 11月2日  | ヴィヴァーチェ！                                                                                           | 北宇治カルテット | 「ヴィヴァーチェ！」                                                                  | テレビアニメ『響け!ユーフォニアム2』エンディングテーマ                          |
| 11月2日  | ヴィヴァーチェ！                                                                                           | 北宇治カルテット | 「LINK UP!!!」                                                                        | テレビアニメ『響け！ユーフォニアム2』関連曲                                     |
| 2017年   | | |                                                                                       |                                                                                 |
| 5月17日  | ガールフレンド（仮） キャラクターソングシリーズ Vol.05                                                     | 小泉由佳（豊田萌絵） | 「Gimme Your Reply」                                                                  | ゲーム『ガールフレンド（仮）』関連曲                                            |
| 8月2日   | 情熱☆フルーツ                                                                                              | トキメキ感謝祭 | 「情熱☆フルーツ」                                                                     | テレビアニメ『アクションヒロイン チアフルーツ』オープニングテーマ               |
| 9月27日  | フルーツバスケット 〜黄瀬美甘、緑川末那、桃井はつり〜                                                      | 桃井はつり（豊田萌絵） | 「Cheer Up!!」                                                                        | テレビアニメ『アクションヒロイン チアフルーツ』関連曲                           |
| 9月27日  | フルーツバスケット 〜黄瀬美甘、緑川末那、桃井はつり〜                                                      | 桃井はつり（豊田萌絵）、赤来杏（伊藤美来）、城ヶ根御前（M・A・O） | 「陽の当たる場所（Hatsuri Main Version）」                                            | テレビアニメ『アクションヒロイン チアフルーツ』エンディングテーマ               |
| 9月27日  | フルーツバスケット 〜黄瀬美甘、緑川末那、桃井はつり〜                                                      | 緑川末那（広瀬ゆうき）、赤来杏（伊藤美来）、青山勇気（石田晴香）、桃井はつり（豊田萌絵） | 「陽の当たる場所（Mana Main Version）」                                               | テレビアニメ『アクションヒロイン チアフルーツ』エンディングテーマ               |
| 10月18日 | フルーツバスケット 〜城ヶ根御前、黒酒路子、青山元気〜                                                      | 青山元気（石田晴香）、城ヶ根御前（M・A・O）、桃井はつり（豊田萌絵） | 「陽の当たる場所（Genki Main Version）」                                              | テレビアニメ『アクションヒロイン チアフルーツ』エンディングテーマ               |
| 10月18日 | フルーツバスケット 〜城ヶ根御前、黒酒路子、青山元気〜                                                      | 赤来杏（伊藤美来）、黄瀬美甘（山崎エリイ）、緑川末那（広瀬ゆうき）、青山勇気（石田晴香）、桃井はつり（豊田萌絵） | 「陽の当たる場所（Hinanectar Version）」                                              | テレビアニメ『アクションヒロイン チアフルーツ』エンディングテーマ               |
| 10月18日 | フルーツバスケット 〜城ヶ根御前、黒酒路子、青山元気〜                                                      | トキメキ感謝祭 | 「陽の当たる場所（Special Version）」                                                 | テレビアニメ『アクションヒロイン チアフルーツ』エンディングテーマ               |
| 11月8日  | アクションヒロイン チアフルーツ BD第2巻特典CD                                                              | トキメキ感謝祭 | 「LOVE DIVE」                                                                         | テレビアニメ『アクションヒロイン チアフルーツ』挿入歌                           |
| 2018年   | | |                                                                                       |                                                                                 |
| 3月7日   | 永遠にシンデレラメイト                                                                                     | ツブ★ドル | 「永遠にシンデレラメイト」                                                            | OVA『ツブ★ドル』関連曲                                                          |
| 8月31日  | キャラバンストーリーズ オリジナル・サウンドトラック Vol.3                                                  | ザラ（豊田萌絵） | 「となりにせかい」                                                                    | ゲーム『CARAVAN STORIES』劇中歌                                                 |
| 9月24日  | ひとりじゃないんだから                                                                                     | 丸山彩（前島亜美）、青葉モカ（三澤紗千香）、今井リサ（中島由貴）、松原花音（豊田萌絵）、羽沢つぐみ（金元寿子） | 「ひとりじゃないんだから」                                                            | ゲーム『バンドリ！ ガールズバンドパーティ！』関連曲                             |
| 2020年   | | |                                                                                       |                                                                                 |
| 1月8日   | カレント・ザナドゥ                                                                                         | X-UC | 「カレント・ザナドゥ」 「Smile×Work!」                                                | 『IDOL舞SHOW』関連曲                                                            |
| 1月8日   | カレント・ザナドゥ 通常盤                                                                                  | NO PRINCESS、三日月眼、X-UC | 「SENRAN!アイドル天下道へ」                                                           | 『IDOL舞SHOW』関連曲                                                            |
| 10月7日  | Papier Mache IDOL                                                                                          | X-UC | 「Papier Mache IDOL」 「Brave Call ! 〜& Just Now We come ! 〜」                      | 『IDOL舞SHOW』関連曲                                                            |
| 2021年   | | |                                                                                       |                                                                                 |
| 12月15日 | 六本木サディスティックナイト                                                                               | 鬼川ナツ（田辺留依）、大場ミサト（小岩井ことり）、弓長ハル（渕上舞）、栗原アズサ（豊田萌絵） | 「六本木サディスティックナイト 〜Night Jewel Version〜」                              | ゲーム『六本木サディスティックナイト』関連曲                                    |
| 2022年   | | |                                                                                       |                                                                                 |
| 6月22日  | YEAH SAY YEAHHH!/無限日本列島LOVE/パステルグレイ                                                           | X-UC | 「パステルグレイ」                                                                    | 劇場アニメ『劇場版IDOL舞SHOW』エンディングテーマ                                |
| 6月22日  | YEAH SAY YEAHHH!/無限日本列島LOVE/パステルグレイ @Loppi・HMV限定盤                                         | NO PRINCESS、三日月眼、X-UC | 「SENRAN! アイドル天下道へ2022」                                                      | 劇場アニメ『劇場版IDOL舞SHOW』テーマソング                                      |
| 8月17日  | てっぺんっ天国 〜TOP OF THE LAUGH!!!〜                                                                     | てっぺんっオールスターズ | 「てっぺんっ天国 〜TOP OF THE LAUGH!!!〜」                                            | テレビアニメ『てっぺんっ!!!』オープニングテーマ                                 |
| 2023年   | | |                                                                                       |                                                                                 |
| 7月      | ワンダー・ファニー・ハーモニー                                                                             | サクラコ（加隈亜衣）、ヒナタ（日高里菜）、マリー（小澤亜李）、ウイ（後藤沙緒里）、シミコ（富田美憂）、ヒフミ（本渡楓）、アズサ（種田梨沙）、ハナコ（豊田萌絵）、コハル（赤尾ひかる）、ミカ（東山奈央）、ツルギ（小林ゆう）、イチカ（鷲見友美ジェナ） | 「ワンダー・ファニー・ハーモニー」                                                    | Webアニメ『ブルーアーカイブ 2.5周年記念ショートアニメーション』主題歌           |
| 2024年   | | |                                                                                       |                                                                                 |
| 4月21日  | ブルーアーカイブ 青春あんさんぶる Vol.5「補習授業部」                                                      | 補習授業部 | 「手つなぎハッピーエンド」                                                            | ゲーム『ブルーアーカイブ -Blue Archive-』関連曲                                 |
| 6月19日  | 『声優ラジオのウラオモテ』キャラソン・アルバム“「夕陽と〜」「やすみの〜」「コーコーセーミュージック〜！」” | 歌種やすみ（伊藤美来）、夕暮夕陽（豊田萌絵） | 「STAND BY YOU」                                                                      | テレビアニメ『声優ラジオのウラオモテ』エンディングテーマ                        |
| 6月19日  | 『声優ラジオのウラオモテ』キャラソン・アルバム“「夕陽と〜」「やすみの〜」「コーコーセーミュージック〜！」” | 歌種やすみ（伊藤美来）、夕暮夕陽（豊田萌絵） | 「揺れ恋ゆららか！」                                                                  | テレビアニメ『声優ラジオのウラオモテ』挿入歌                                    |
| 6月19日  | 『声優ラジオのウラオモテ』キャラソン・アルバム“「夕陽と〜」「やすみの〜」「コーコーセーミュージック〜！」” | 夕暮夕陽（豊田萌絵） | 「君と指を絡めて〜光射す、君と〜」                                                    | テレビアニメ『声優ラジオのウラオモテ』関連曲                                    |
| 6月19日  | 『声優ラジオのウラオモテ』キャラソン・アルバム“「夕陽と〜」「やすみの〜」「コーコーセーミュージック〜！」” | ハートタルト | 「さくらいろ」                                                                        | テレビアニメ『声優ラジオのウラオモテ』挿入歌                                    |
| 6月19日  | 『声優ラジオのウラオモテ』キャラソン・アルバム“「夕陽と〜」「やすみの〜」「コーコーセーミュージック〜！」” | ハートタルト | 「揺れ恋ゆららか！」                                                                  | テレビアニメ『声優ラジオのウラオモテ』関連曲                                    |
| 6月19日  | 『声優ラジオのウラオモテ』キャラソン・アルバム“「夕陽と〜」「やすみの〜」「コーコーセーミュージック〜！」” | 夕暮夕陽（豊田萌絵） | 「さくらいろ」                                                                        | テレビアニメ『声優ラジオのウラオモテ』関連曲                                    |
| 6月26日  | 音色の彼方                                                                                                 | 北宇治カルテット | 「音色の彼方」                                                                        | テレビアニメ『響け!ユーフォニアム3』エンディングテーマ                          |
| 8月28日  | 『響け！ユーフォニアム3』キャラクターソングシングル Vol.1                                                  | 加藤葉月（朝井彩加）、川島緑輝（豊田萌絵） | 「アンビシャス！」                                                                    | テレビアニメ『響け!ユーフォニアム3』関連曲                                      |

### その他参加楽曲
| 発売日       | 商品名       | 歌                                               | 楽曲             | 備考                                 |
| ------------ | ------------ | ------------------------------------------------ | ---------------- | ------------------------------------ |
| 2017年8月9日 | 未来Symphony | 水瀬いのり、渕上舞、大西沙織、豊田萌絵、田澤茉純 | 「未来Symphony」 | ゲーム『ららマジ』オープニングテーマ |

## イベント

### 単独イベント
| 出演日         | タイトル                                                                   | 会場                                       |
| -------------- | -------------------------------------------------------------------------- | ------------------------------------------ |
| 2014年03月15日 | 豊田萌絵 BirthdayParty 〜せっかくだから生誕祭やっちゃいます〜              | 初台The DOORS（東京都）                    |
| 2015年03月14日 | 豊田萌絵 20歳のBirthday Party 萌絵、まだまだ子供だよ〜                     | Cafe & Dining ballo ballo 渋谷店（東京都） |
| 2015年03月14日 | 豊田萌絵 20歳のBirthday Countdown Party 萌絵、大人になるよ〜               | 阿佐ヶ谷Loft A（東京都）                   |
| 2016年03月20日 | 豊田萌絵 Birthday Party 2016                                               | 初台The DOORS（東京都）                    |
| 2017年03月20日 | 豊田萌絵 Birthday Party 2017 〜22歳になったよーにゃんにゃん(=＾・ω・＾=)〜 | 青山RizM（東京都）                         |
| 2018年03月20日 | 豊田萌絵 Birthday Party 2018                                               | 初台The DOORS（東京都）                    |
| 2019年03月10日 | 豊田萌絵 Birthday Party 2019 〜年女だよー！猪突萌進！！！！〜              | 新宿ReNY（東京都）                         |
| 2020年09月26日 | 豊田萌絵 Birthday Party 2020 〜25歳もちょびりんき！〜                      | 恵比寿 ザ・ガーデンルーム（東京都）        |
| 2023年3月21日  | 豊田萌絵 Birthday Party 2023 〜ひさびさのリアルもえだよ〜                  | 新宿ReNY（東京都）                         |
| 2024年3月10日  | 豊田萌絵 Birthday Party 2024                                               | 新宿ReNY（東京都）                         |

## 書籍

### 写真集
- 豊田萌絵1st写真集『moRe』（2017年7月26日、主婦の友インフォス）ISBN 978-4-07-421693-2[138]
- 豊田萌絵写真集『moEmotion』（2019年7月1日、主婦の友インフォス）ISBN 978-4-07-436750-4[139]
- 豊田萌絵フォトブック『もえしぐらし』（2020年8月7日、主婦の友インフォス）ISBN 978-4-07-443714-6[140]
- 3rd写真集『moe』（2024年5月24日、集英社）ISBN 978-4087901559[141]